# Richard Sorge
Richard Sorge (født 22. september/4. oktober 1895 i Adjikent, Baku, død 7. november 1944 i Toshima, Tokyo) var en tysk kommunist.
Sorge blev født som tysk statsborger i det sydlige Rusland i dagens Aserbajdsjan. Han deltog som soldat i 1. verdenskrig og blev overbevist kommunist. Han var medlem af det tyske kommunistparti fra 1919, og det sovjetiske kommunistparti fra 1925. Han modtog undervisning af Komintern i Moskva og arbejdede som spion for Sovjetunionen i Kina. Sorge blev 1929 rekrutteret af Den Røde Hærs 4. afdeling, som var Sovjetunionens militære udenrigsefterretningstjenste. Samme år blev han sendt til Shanghai i Kina, hvor han i de første år samarbejdede med en anden sovjetisk agent, danskeren Georg Laursen (Georg Moltke), som optrådte som tæppehandler og købmand, men da dokumenterne om dem i russiske arkiver stadig er hemmeligt stemplede, er deres konkrete virksomhed ukendt.
I 1933 fik Sorge posten som tysk presseattaché i Tokyo og korrespondent for den liberale Frankfurter Zeitung. hvorfra han i 1941 kunne meddele Stalin, at Japan ikke ville angribe over land mod Sovjetunionen, hvilket frigjorde store troppestyrker til kampen mod tyskerne og måske afgjorde krigen. Sorge levede et farligt dobbeltliv og blev i oktober 1941 afsløret af den japanske sikkerhedstjeneste og hængt i november 1944.
Det var et chok for den tyske efterretningstjeneste, at Sorge havde kunnet gennemføre et perfekt spil som dobbeltagent; en nazistisk udlandsreporter, der plejede omgang med de tyske diplomater i Kina og Japan, men som i virkeligheden var kommunist og agent for Sovjetunionen. Han blev posthumt kåret som Sovjetunionens helt i 1964, sat på frimærker og fik en gade, Richard-Sorge-Straße i Berlin, opkaldt efter sig.
Den danske kvinde Edith Olsen indgik som aktivt medlem af Sorges spionring i Tokyo.

## Ekstern henvisning
- Store norske leksikon, snl.no, "Richard Sorge"
- Nationalencyklopedin, ne.se, "Richard Sorge"

- Wikimedia Commons har flere filer relateret til Richard Sorge